# Scynk olbrzymi
Scynk olbrzymi, tilikwa scynkowa (Tiliqua scincoides) – gatunek gada z rodziny scynkowatych (Scincidae).

## Morfologia

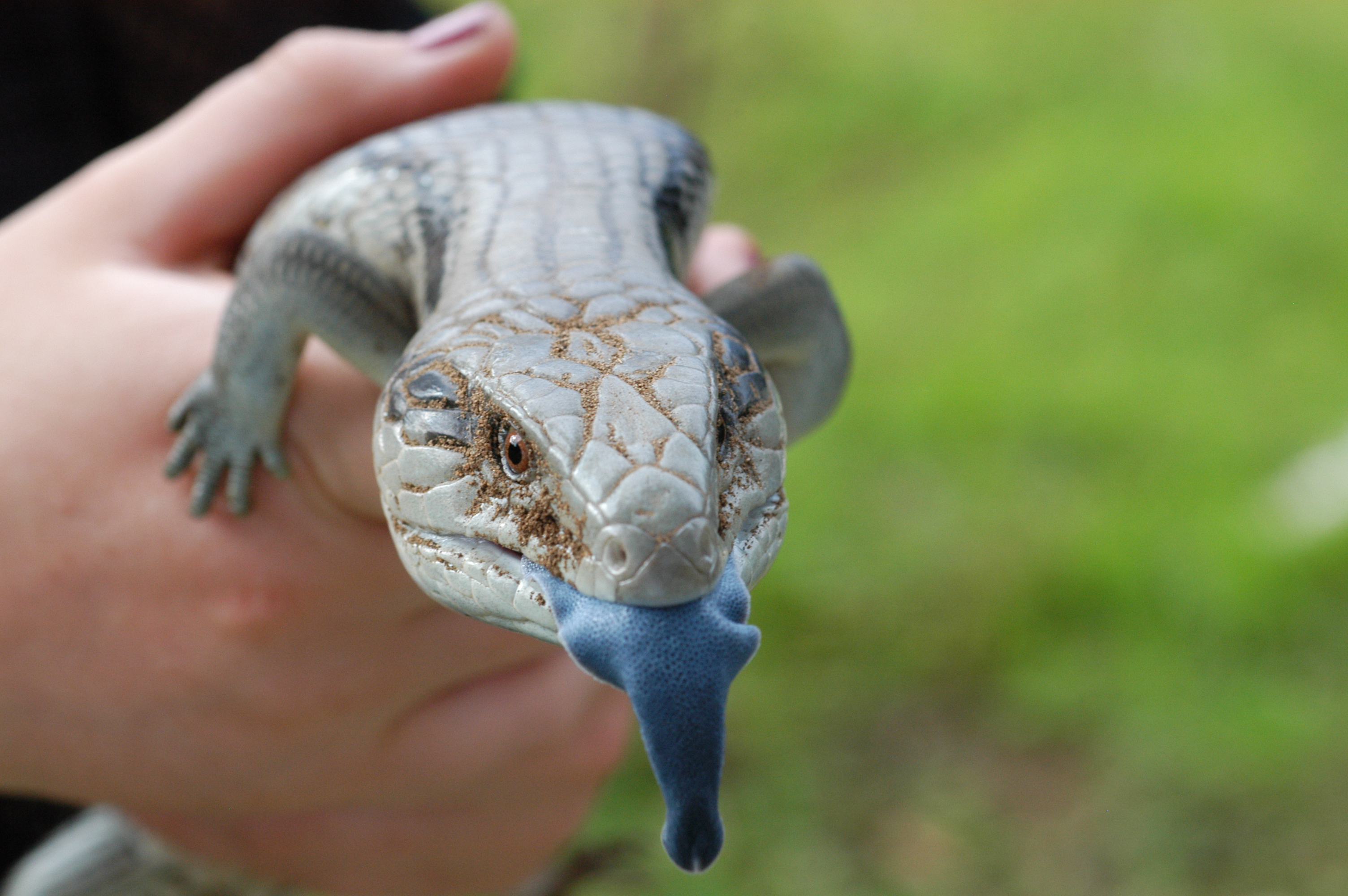
Scynk olbrzymi ma niebieski język, podobnie jak inni przedstawiciele rodzaju Tiliqua

Ubarwienie zmienne, zależne od środowiska w jakim żyją dane osobniki. Oliwkowożółta skóra pokryta nieregularnymi oliwkowobrązowymi poprzecznymi pręgami. Podbrzusze jaśniejsze. Ogon krótki i gruby. Głowa stosunkowo duża, szczęki silne, szeroko rozwierające się. Język duży od jasno- do ciemnoniebieskiego. Otwory uszne widoczne. Kończyny krótkie. Długość ciała do 60 cm. Przeciętna masa to około 493 g.

## Zasięg występowania
Australia oraz Wyspy Tanimbar należące do Indonezji.

## Ekologia i zachowanie
BiotopObszary półpustynne, lasy mieszane i obszary zakrzewione.
BehawiorW razie zagrożenia otwierają szeroko pyski i wysuwają swój jasnoniebieski język, dodatkowo głośno syczą oraz nadymają ciało. Z powodu nieprzystosowanych kończyn nie kopią nor, a jako kryjówki służą im korytarze wykopane przez inne zwierzęta lub skalne szczeliny. Są aktywne, gdy ich ciała utrzymują temperaturę 30–35 °C. Kiedy temperatury są niższe, pozostają w schronieniach.
PokarmSą wszystkożerne, a ich dieta składa się głównie z bezkręgowców (ślimaki i owady), małych kręgowców, kwiatów i owoców. W niewoli najlepszym pokarmem dla tego gatunku jest wysokiej jakości psia karma. Zjada także mniszka i warzywa, np. sałatę, rzepę.
RozmnażaniePrzez większą część roku żyją samotnie. Dopiero w okresie godowym samice przyciągają samców. Samce w tym czasie walczą ze sobą. Podczas kopulacji samiec przytrzymuje głowę albo grzbiet samicy zębami, co może pozostawić ślady na jej skórze. Ciąża trwa w przybliżeniu 100 dni. Scynki olbrzymie są żyworodne. Embriony pozbawione osłonek jajowych rozwijają się w prymitywnym łożysku w kieszonkach ścianek jajowodów, które są silnie ukrwione. Pozwala to dostarczać zarodkowi substancje odżywcze oraz umożliwia wymianę tlenu i dwutlenku węgla. Przeciętnie samica rodzi pomiędzy 10 a 20 młodych, z których każde mierzy 130–140 mm (całkowita długość) i waży między 10 a 20 g. Po urodzeniu zjadają pozostałości swoich łożysk. Kilka dni później przechodzą pierwsze linienie i rozpraszają się. Dorosłość osiągają po 3 latach. W niewoli mogą dożyć 25 lat i więcej.